# Segesta Jet
Il Segesta Jet è stato un mezzo veloce di proprietà di Bluvia, società del gruppo Ferrovie dello Stato.
Costruita nel 1999 dalla storica Rodriquez Cantieri Navali di Messina, era un'unità veloce adibita al solo trasporto di passeggeri. Raggiungeva la velocità di 28,5 nodi ed era dotata di idrogetti. Prestava servizio nello stretto di Messina collegando il porto di Messina e quello di Reggio Calabria  per conto di Bluvia.
Alle ore 17:54 del 15 gennaio 2007, il mezzo veloce, di ritorno dal porto di Reggio Calabria, entra in collisione con la nave portacontainer Susan Borchard, battente bandiera di Antigua. Nel sinistro persero la vita quattro membri dell'equipaggio, fra cui il comandante. Inoltre, l’unità veloce riportò gravi danni sulla fiancata destra, risultando così irrecuperabile; per tale motivo, nel 2010 fu demolito dopo aver rischiato l’affondamento al molo Norimberga di Messina.

## Unità gemelle
- Selinunte Jet
- Tindari Jet